# Berijpt breeksteeltje
Het berijpt breeksteeltje (Conocybe pilosella)  is een paddenstoel die behoort tot de familie Bolbitiaceae. Het leeft saprotroof op humusrijke tot humusarme grond, in loofbossen, wegbermen en graslanden op voedselrijke, basische klei- en zandgrond. Deze soort is microscopisch te herkennen aan zijn smalle sporen zonder kiemporie in combinatie met de donzige hoed en steel en bijna zonder
lecythiforme cheilocystiden.

## Kenmerken

### Uiterlijke kenmerken
Hoed
De hoed heeft een diameter van 1-3 cm. Hij breidt zich snel uit en wordt plano-convex tot bijna vlak. De hoed is hygrofaan en verandert van kleur bij het drogen. De hoed is volledig gestreept door doorschijnende lamellen. Het oppervlak is glad, crèmekleurig, met een donkerdere, bruine centrum.
Lamellen
De lamellen staan dicht op elkaar en zijn adnex aan de steel gehecht. Ze verkleuren van okerachtig tot roestbruin met een licht franjeachtige rand.
Steel
De steel is 2-5 cm lang, cilindrisch, hol en heeft vaak een licht opgezwollen basis. De kleur van de steel varieert van witachtig of crèmekleurig naar oranjebruin bij oudere exemplaren, waarbij het bovenste deel meestal fijn behaard blijft.
Geur en smaak
De paddenstoel heeft een zwakke, niet karakteristieke geur en smaak.

### Microscopische kenmerken
De sporen zijn ellipsoïde tot ellipsvormig-langwerpig, zonder kiempore en variëren in kleur van geelbruin tot oranjebruin in ammoniak. Bij var. pilosella is het gemiddelde formaat iets kleiner dan bij var. brunneonigra. Cheilocystiden zijn flesvormig met korte hals en klein kop. pleurocystiden ontbreken. 
De sporenmaten zijn:
- Var. pilosella: gemiddeld 5,0-8,0 (9,0) x (3,0) 3,5-4,2 µm, met een Q van 1,5-2,0, Q-av. van 1,6-1,8.
- Var. brunneonigra: gemiddeld (4,5) 5,0-8,0 (8,5) x 3,5-5,0 (5,5) µm, Q van 1,3-1,8, Q-av. van 1,55-1,7.

## Verspreiding
Het berijpt breekteeltje komt voor in Noord-, Midden- en Zuid-Amerika, Europa, Azië, Afrika en Nieuw-Zeeland. De meeste waarnemingen zijn uit Europa.
In Nederland komt het zeldzaam voor. Het is staat op de rode lijst in de categorie 'zeldzaam'.